# Altair
Altair (Alfa de l'Àguila / α Aquilae) és l'estel més brillant de la constel·lació de l'Àguila i el dotzè estel més brillant del cel nocturn. És un estel de seqüència principal de tipus A, amb una magnitud aparent de 0,77. És el vèrtex sud (des de l'hemisferi nord) del Triangle d'Estiu; els altres dos són Deneb (el de l'est) i Vega (el de l'oest).
Altair gira ràpidament, amb una velocitat lineal a l'equador d'aproximadament 286 km/s. Un estudi va revelar que Altair no és esfèric, sinó molt aplatat pels pols a causa del seu ritme de rotació. Altres estudis interferomètrics amb múltiples telescopis han fotografiat i confirmat aquest fenomen.
El seu nom prové del terme àrab que significa 'volador', de la frase نسر الطائر (an-nasr aţ-ţāir) 'l'àliga voladora'. A vegades també se l'anomena Atair.

## Nomenclatura

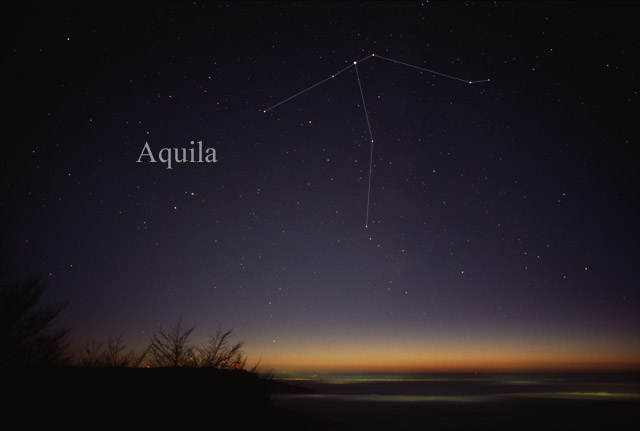
Altair és l'estrella més brillant de la constel·lació de l'Aquila

α Aquilae (llatinitzat a Alpha Aquilae) és la designació Bayer de l'estrella. El nom tradicional Altair s'utilitza des de l'època medieval. És una abreviatura de la frase àrab النسر الطائر Al-Nisr Al-Ta'ir, "l'àguila voladora".
L'any 2016, la Unió Astronòmica Internacional va organitzar un Grup de treball sobre noms d'estrelles (WGSN) per catalogar i estandarditzar els noms propis de les estrelles. El primer butlletí del WGSN de juliol de 2016 va incloure una taula dels dos primers lots de noms aprovats per la WGSN, que incloïa Altair per aquesta estrella. Ara s'ha introduït al Catàleg de noms d'estrelles de la IAU.

## Estel

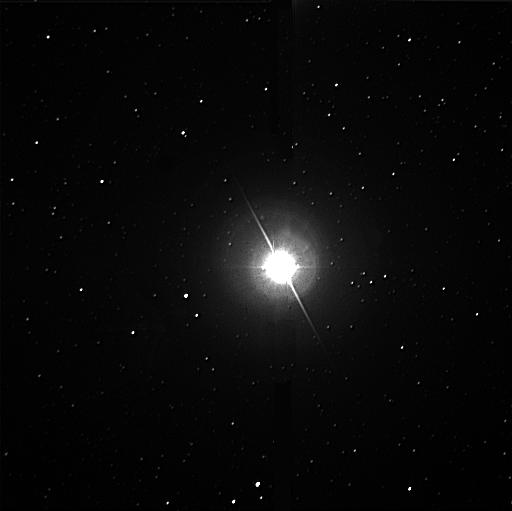
Altair

Altair es troba a 16,8 anys llum (5,14 parsecs) de la Terra i és un dels estels visibles a ull nu més propers. Juntament amb Beta Aquilae i Gamma Aquilae, forma la línia d'estels ben coneguts, sovint anomenats com la família de l'Àguila.
Altair és un estel de la seqüència principal de classe A amb aproximadament 1,8 vegades la massa del Sol i 11 vegades més de lluminositat. Altair té una velocitat de rotació molt elevada; el període de rotació és d'aproximadament 9 hores, molt menys que l'equador del Sol, que necessita al voltant de 25 dies per fer una rotació completa. Aquesta rotació tan ràpida fa que Altair sigui un esferoide oblat; el diàmetre equatorial és al voltant d'un 20% més llarg que el diàmetre polar.
Mesures fetes per satèl·lit el 1999 pel Wide Field Infrared Explorer van mostrar que la brillantor d'Altair varia lleugerament (menys d'una mil·lèsima part d'una magnitud). Com a resultat, el 2005 es va identificar com a variable Delta Scuti. Hom pot aproximar-ne la corba de llum afegint-hi un nombre de sinusoides, amb períodes que varien entre 0,8 i 1,5 hores.

### Efectes de rotació

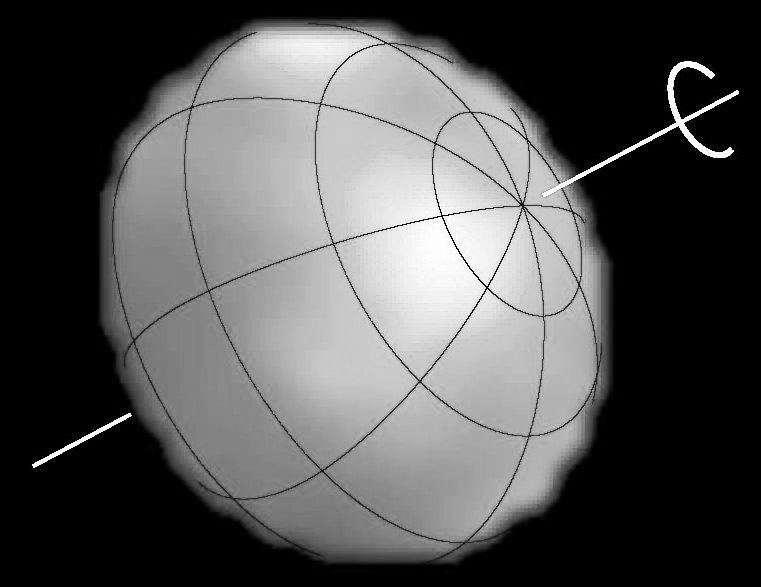
Imatge directa d'Altair, presa amb el conjunt CHARA.

El diàmetre angular d'Altair va ser mesurat interferomètricament per R. Hanbury Brown i els seus col·laboradors a l'Observatori de Narrabri a la dècada de 1960. Van trobar un diàmetre de 3 mil·liarcs segons. Tot i que Hanbury Brown et al. es van adonar que Altair estaria aplanada rotacionalment, no tenien dades suficients per observar experimentalment la seva oblatura. Més tard, utilitzant mesures interferomètriques infraroges realitzades per l'Interferòmetre del Banc de Proves de Palomar el 1999 i el 2000, es va descobrir que Altair era aplatat. Aquest treball va ser publicat per G. T. van Belle, David R. Ciardi i els seus coautors el 2001.
La teoria prediu que, a causa de la ràpida rotació d'Altair, la seva gravetat superficial i la seva temperatura efectiva haurien de ser menors a l'equador, fent que aquest sigui menys lluminós que els pols. Aquest fenomen, conegut com a enfosquiment gravitatori o efecte von Zeipel, va ser confirmat per a Altair per mesures realitzades per l'Interferòmetre Òptic de Precisió de l'Armada el 2001, i analitzat per Ohishi et al. (2004) i Peterson et al. (2006). A més, A. Domiciano de Souza et al. (2005) van verificar l'enfosquiment gravitatori usant les mesures dels interferòmetres Palomar i de l'Armada, juntament amb noves mesures realitzades per l'instrument VINCI al VLTI.
Altair és una de les poques estrelles de les quals s'ha obtingut una imatge directa. El 2006 i el 2007, J. D. Monnier i els seus col·laboradors van produir una imatge de la superfície d'Altair a partir d'observacions infraroges realitzades el 2006 amb l'instrument MIRC a l'interferòmetre de conjunt CHARA; era la primera vegada que s'obtenia una imatge de la superfície de qualsevol estrella de la seqüència principal, a banda del Sol. La imatge en fals color es va publicar el 2007. El radi equatorial de l'estrella es va estimar en 2,03 radis solars i el radi polar en 1,63 radis solars, fet que suposa un augment del 25% del radi estel·lar del pol a l'equador. L'eix polar està inclinat uns 60° respecte de la línia de visió des de la Terra.

## Companyes visuals
És un estel de la seqüència principal de tipus A que té la designació d'estel múltiple WDS 19508+0852A i al qual acompanyen tres companyes visuals, WDS 19508+0852B, C, i D. El component B no està físicament a prop d'A malgrat que al cel ho sembla.
| Deignació d'estrella múltiple: WDS 19508+0852 | Deignació d'estrella múltiple: WDS 19508+0852 | Deignació d'estrella múltiple: WDS 19508+0852 | Deignació d'estrella múltiple: WDS 19508+0852 | Deignació d'estrella múltiple: WDS 19508+0852 | Deignació d'estrella múltiple: WDS 19508+0852 | Deignació d'estrella múltiple: WDS 19508+0852 | Deignació d'estrella múltiple: WDS 19508+0852 | Deignació d'estrella múltiple: WDS 19508+0852                                                          |
| --------------------------------------------- | --------------------------------------------- | --------------------------------------------- | --------------------------------------------- | --------------------------------------------- | --------------------------------------------- | --------------------------------------------- | --------------------------------------------- | --- |
| Component                                     | Primària                                      | Ascensió recta (α) Equinocci J2000.0          | Declinació (δ) Equinocci J2000.0              | Època d'observació separació                  | Distància angular del primari                 | Angle de posició (relatiu al primari)         | Magnitud aparent (V)                          | Referència de base de dades                                                                            |
| B                                             | A                                             | 19h 50m 40,5s                                 | +08° 52′ 13″                                  | 2007                                          | 192,1″                                        | 287°                                          | 9,82                                          | «Simbad» (en anglès). SIMBAD (Centre de Dades astronòmiques d'Estrasburg). [Consulta: {{{consulta}}}]. |
| C                                             | A                                             | 19h 51m 00,8s                                 | +08° 50′ 58″                                  | 2007                                          | 189,6″                                        | 107°                                          | 10,3                                          | «Simbad» (en anglès). SIMBAD (Centre de Dades astronòmiques d'Estrasburg). [Consulta: {{{consulta}}}]. |
| D                                             | A                                             |                                               |                                               | 2007                                          | 31,7″                                         | 97°                                           | 11,9                                          | |

## Etimologia, mitologia i cultura

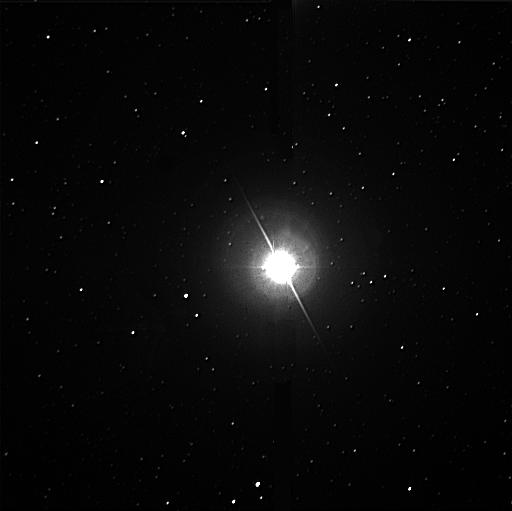
Altair.

El terme Al-Nisr Al-Ṭa'ir va aparèixer al catàleg d'Al-Achsasi al Mouakket, que es va traduir al llatí com a Vultur Volans Aquest nom va ser aplicat pels àrabs a l'asterisme d'Altair, β Aquilae i γ Aquilae i probablement es remunta als antics babilonis i sumeris, que anomenaven Altair "l'estrella àguila".:17-18 També s'ha fet servir la grafia Ataír. Els astrolabis medievals d'Anglaterra i Europa occidental representaven Altair i Vega com a aus.
El poble koori de Victòria coneixia també a Altair com a Bunjil, l'àliga de cua en falca, e β e γ Aquilae són les seves dues esposes els cignes negres. Els habitants del riu Murray coneixien l'estrella com a Totyerguil. El riu Murray es va formar quan Totyerguil, el caçador, va avançar Otjout, un bacallà gegant del Murray que, ferit, va agitar un canal a través del sud d'Austràlia abans d'entrar al cel com la constel·lació Delphinus.(p115)
A la creença xinesa, l'asterisme format per Altair, β Aquilae i γ Aquilae es coneix com Hé Gǔ (河鼓; lit. "tambor de riu"). El nom xinès d'Altair és, per tant, Hé Gǔ èr (河鼓二; lit. "tambor del riu dos", que significa la "segona estrella del tambor del riu"). Tot i això, Altair és més coneguda pels seus altres noms: Qiān Niú Xīng (牵牛星 / 牽牛星) o Niú Láng Xīng (牛郎星), traduït com a estrella del pastor de vaques. Aquests noms són una al·lusió a una història d'amor, El pastor de vaques i la teixidora, en què Niulang (representat per Altair) i els seus dos fills (representats per β Aquilae i γ Aquilae) estan separats respectivament de la seva dona i la seva mare Zhinu (representada per Vega) per la Via Làctia. Només se'ls permet reunir-se una vegada a l'any, quan les garses formen un pont que els permet travessar la Via Làctia.
Els habitants de Micronèsia anomenaven a Altair com a Mai-lapa, que significa "fruit del pa gran/vell", mentre que els maoris anomenaven aquesta estrella Poutu-te-rangi, que significa "pilar del cel".
A l'astrologia occidental, l'estrella era de mal averany i presagiava el perill dels rèptils.
Aquest estel és un dels asterismes utilitzats pels mariners Bugis per a la navegació, anomenat bintoéng timoro, que significa "estrella de l'est".
El 13 de desembre de 2007, la NASA va anunciar que Altair seria el nom del Mòdul d'Accés a la Superfície Lunar (LSAM). L'hidroavió de fabricació russa Beriev Be-200 Altair també porta el nom de l'estrella.